# سلامتی دولت علیه ایران
سرود سلامتی دولت عَلیّهٔ ایران، مارش ملی ایران در آغاز دورهٔ مشروطه بوده است. آهنگساز این سرود غلامرضاخان امیرپنجهٔ سالار معزز موزیکانچی‌باشی بریگاد قزاق است و شعر آن را ابوالحسن فروغی سروده است.
سالار معزز بعدها در دورهٔ پهلوی نام خانوادگی «مین‌باشیان» را برای خود برگزید.

## تاریخچه1315

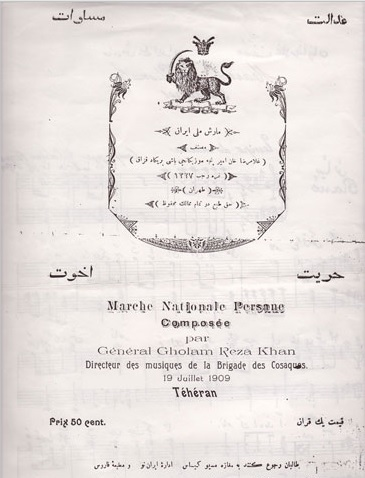
صفحهٔ نخست نت مارش ملی ایران اثر غلامرضا مین‌باشیان

ظاهراً نت این سرود، نخستین بار تحت نام «مارش ملی ایران» (به فرانسوی: Marche Nationale Persane) در غُرّهٔ (روز نخست) رجب ۱۳۲۷ ه‍.ق برابر با ۹ ژوئیهٔ ۱۹۰۹ میلادی (۲۸ تیر ۱۲۸۸ ه‍.خ) یعنی چند روز پس از فتح تهران به‌دست مشروطه‌خواهان و شکست محمدعلی شاه قاجار در «مطبعهٔ فاروس» در تهران به چاپ رسیده است.
پیش از این، سرود سلام شاه متعلق به دوره ناصرالدین شاه در مراسم نظامی و رسمی نواخته می‌شد.
این سرود توسط سالار معزز برای کلیهٔ سازهای نظامی تنظیم شد و برای دولت‌هایی که انقلاب مشروطیت ایران را پذیرا شدند؛ ارسال گردید.
دوسال پس از امضای فرمانِ مشروطیت، در سال ۱۲۸۷ش اعلانی به این مضمون در روزنامهٔ ایرانِ نو چاپ شد:
«اعلانِ تصنیفِ سرودِ ملی: [...] این خدمت‌گذار بر حسبِ وظیفهٔ عملی و شغل خود در فن موزیک، لازم دید مانند سایر ملل، ملت ایران هم آهنگی مخصوص داشته باشد؛ بنابراین چند روزی اوقات صرف کرده، آهنگِ مهیجی موسوم به مارشِ ملیِ ایران تصنیف کرده [...] به سمع مبارک [...] آقای سپهدار اعظم وزیر جنگ روحی‌فداه رسانیده، مورد تمجید و تحسین [واقع] گردید [...امضا:] غلام‌رضاخان موزیکانچی‌باشی.— غلامرضا مین‌باشیان، تهماسبی، ارشد. «چگونگی موسیقی ایران؛ کندوکاوی در گونه‌های موسیقی»، ۱۴۰۰، تهران: ماهور، ص۱۰۶
یکی دو ماه بعد نیز گزارش زیر در همان روزنامه به چاپ رسید: «شبِ پنج‌شنبه [...] سرودِ ملی با ساز و آواز که از آثارِ افکارِ جنابِ آقامیرزا ابوالحسن‌خان فرزند مرحوم ذکاءالملک است و غلام‌رضاخان، میرپنجهٔ قزاق‌خانه، طرح خواندن و نواختن [آن] را به صورت آورده، در قسمتِ اول خوانده و نواخته آمد».
این مارش در تاج‌گذاری احمد شاه قاجار نواخته شد و شعر و نت این سرود در نشریهٔ «عصر جدید» در تاریخ شنبه ۲۱ ذیقعدهٔ ۱۳۳۳ (۹ مهر ۱۲۹۴) منتشر گردید.
نت پیانوی سرود ملی در سال ۱۳۰۱ش/۱۳۴۱ق/۱۹۲۲م، در ژنو با عنوان «سرود سلامتی دولت عَلیّهٔ ایران» چاپ شده است.
در دورهٔ رضا شاه پهلوی با ساخت مجموعهٔ سه‌گانهٔ «سرود شاهنشاهی»، «سرود پرچم» و «سرود ملی»، این سرود کنار گذاشته شد.
به‌دلیل نبود رادیو و تلویزیون در آن زمان، این سرود چندان شناخته نگردید و حتی برخی به‌غلط غلامرضا مین‌باشیان را آهنگساز سرود ملی ایران در دورهٔ پهلوی می‌پندارند؛ در حالی که آهنگساز سرود اخیر داوود نجمی مقدم است. ماجرای منقول از دکتر جلال گنجی دربارهٔ دانشجویان ایرانی مقیم آلمان در زمان احمد شاه قاجار و ناآگاهی آنان از سرود ملی کشورشان و اجرای ترانهٔ «عمو سبزی‌فروش» به جای سرود ملی ایران در برابر امپراتور آلمان نیز نشان از کمتر شناخته بودن این سرود دارد.
گریس کرزن همسر لرد کرزن در کتاب خاطراتش از نواخته شدن سرود ملی ایران در مراسم پذیرایی از احمد شاه در بریتانیا یاد کرده است که این نیز سندی دیگر برای وجود سرود ملی در دورهٔ احمد شاه قاجار می‌باشد.

## شعر

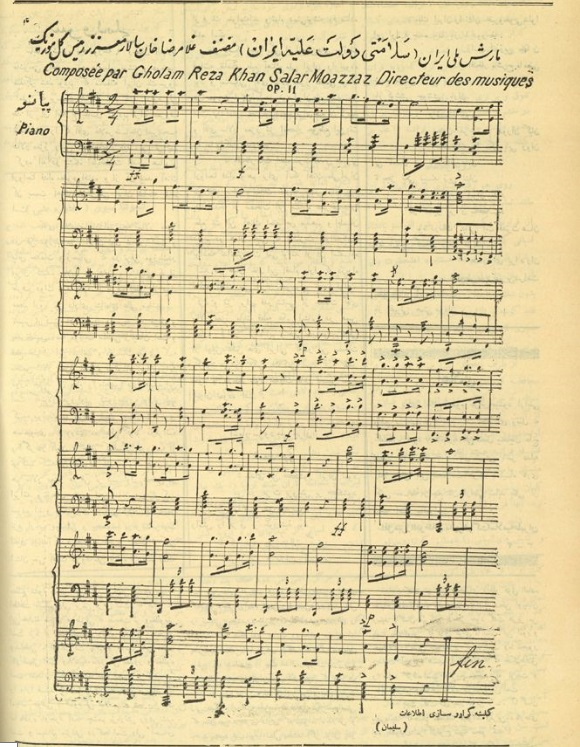
نت سلامتی دولت عَلیّهٔ ایران

قسمت اول
| تا خدایْ این کشورِ ایران نمود         |
| بس درِ عزت به رویش برگشود            |
| خسروانش را کُلَه خورشید بود           |
| رایتش را فرق بر خورشید بود          |
| تا که خود چترِ عدالت گسترد           |
| خود چترِ عدالت گسترد                 |
| مُلکِ ایران را نشانِ خیر و خوبی بُد لِوا |
| این لِوا فرخنده بادا باز با دورِ بقا  |
| راست اندرین جهان                    |
| افتخارِ ما، شرحِ مامَضیٰ                |
| شرحِ مامَضیٰ تا کی‌ام راست              |
| باز کوششی جوششی یاران               |

قسمت دوم
| چون به فرخ‌رسمِ دورانِ کیان        |
| مُلکِ ملت را یکی یابی روان        |
| بی‌تأمل باز باید داد جان         |
| تا به‌جز نیکی نبیند زین نشان     |
| هر که در تقدیرِ ایران بنگرد      |
| در تقدیرِ ایران بنگرد            |
| بود در مُلکِ کیان آیتِ قدرت عیان   |
| باد با تاجِ کیانی رایتِ عزت به پا |
| هان ای برادران                  |
| موطنِ عزیز بهترین سراست          |
| حفظِ خاکِ آن آبرویِ ماست           |
| باز غیرتی همتی مردان            |